# Koray Altınay
Koray Altınay, né le 11 octobre 1991 à Munich en Allemagne, est un footballeur turc qui évolue au poste de arrière droit au Karagümrük.

## Biographie
Avec le club du Çaykur Rizespor, il est demi-finaliste de la Coupe de Turquie en 2016.
Avec l'équipe d'Osmanlıspor, il joue deux matchs en Ligue Europa lors de la saison 2016-2017.